# Manuel Antonio Jiménez de Lobatón y Costilla
Manuel Antonio Ximénez de Lobatón y Costilla Valverde (Urubamba, 1 de enero de 1723 - Cusco, 9 de noviembre de 1779), fue un noble criollo y funcionario colonial en el Virreinato del Perú. II Marqués de Rocafuerte.

## Biografía
Sus padres fueron el magistrado criollo Nicolás Jiménez de Lobatón y Azaña, presidente de la Real Audiencia de Charcas, y la dama cusqueña Constanza Costilla Valverde y Cartagena, hija de Pablo Costilla y Valverde, II marqués de San Juan de Buenavista.
Electo alférez real por el Cabildo del Cuzco (1743), partió a España entre 1746 y 1747, donde estuvo al momento de la ascensión al trono de Fernando VI, obteniendo por su gestiones el cargo de corregidor del Santa. Posteriormente, ya de regreso al Perú, se desempeñaría también como corregidor de Urubamba. Paralelamente ascendió hasta Teniente coronel de caballería de milicia y heredó el cargo de Tesorero General del Tribunal de la Santa Cruzada de su padre. Por méritos familiares y tal vez influencia paterna, obtuvo el cargo de corregidor del Cuzco (1755). 
Luego de su gestión, pasó a residir en Lima, donde fue elegido alcalde ordinario (1760). Finalmente, se le concedió el hábito de caballero de la Orden de Santiago (1767). Regresó al Cuzco donde falleció.

## Matrimonio y descendencia
Casado en Lima el 9 de diciembre de 1748, con la limeña Rosa de Zavala y Vázquez de Velasco, hija de José Vicente de Zavala y Esquivel, tuvo a:
- Nicolás Jiménez de Lobatón y Zavala, III marqués de Rocafuerte, casado con Antonia de Mendive y Jara, III marquesa de Casa Jara, sin sucesión.

Al enviudar, contrajo nuevas nupcias en Lima, el 23 de octubre de 1759, con Petronila Bravo del Ribero y Zavala, sin sucesión.
| Predecesor: Blas López de Cangas  | Corregidor del Cuzco 1755 - 1757           | Sucesor: Joaquín Farfán de los Godos |
| Predecesor: Alonso Santa y Ortega | Alcalde ordinario de Lima Primer voto 1760 | Sucesor: Pablo de Velasco y Quirós   |